# Bayfront Park
Bayfront Park es un parque urbano público de 130 000 m² de superficie situado en Downtown Miami, Florida, Estados Unidos, a orillas de la Bahía Vizcaína.

## Historia

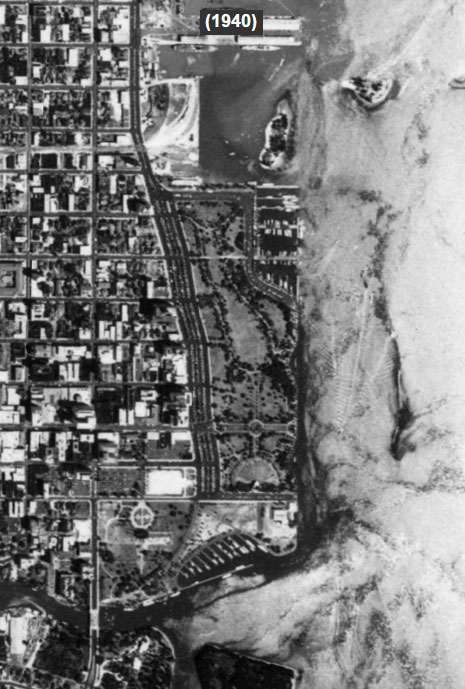
Fotografía aérea de Bayfront Park en 1940.

La construcción del parque empezó en 1924 según el diseño de Warren Henry Manning y fue inaugurado oficialmente en marzo de 1925. A partir de 1980, sufrió una importante remodelación diseñada por el artista y arquitecto paisajista estadounidense-japonés Isamu Noguchi. En la actualidad, Bayfront Park es mantenido por el Bayfront Park Management Trust, una agencia de la ciudad de Miami.
Bayfront Park está bordeado al norte por Bayside Marketplace y la American Airlines Arena, al sur por Chopin Plaza, al oeste por Biscayne Boulevard y al este por la Bahía Vizcaína. Bayfront Park alberga muchos grandes eventos como la caída de la bola de Año Nuevo, las celebraciones navideñas o conciertos, e instalaciones como el Bayfront Park Amphitheater y el Tina Hills Pavilion, además de ser el punto de partida de recorridos en barco por la Bahía Vizcaína.
Siete manzanas al norte se encuentra el Bicentennial Park, de 120 000 m², también conocido como Museum Park y Maurice A. Ferré Park, que alberga el Pérez Art Museum Miami y el Frost Science Museum.

### Asesinato de Anton Cermak
El 15 de febrero de 1933, el alcalde de Chicago Anton Cermak fue disparado tres veces en el pecho por el asesino Giuseppe Zangara y herido de muerte mientras se daba la mano con el presidente electo Franklin D. Roosevelt frente al Bayfront Park. Junto con Cermak, que falleció a causa de sus heridas diecinueve días más tarde, cuatro otras personas recibieron disparos, una de las cuales también murió. Se ha producido un debate sobre si Zangara intentó en realidad asesinar a Roosevelt en lugar de Cermak, sin embargo no se ha encontrado ninguna prueba concluyente para demostrar esta teoría.

## Eventos
Bayfront Park alberga cada año la America's Birthday Bash («fiesta de cumpleaños de América») de la ciudad el Día de la Independencia, que recibió más de sesenta mil visitantes en 2011. El parque también alberga la fiesta oficial de la ciudad de nochevieja que cada año recibe unos setenta mil visitantes. Se anima a los visitantes a que usen el transporte público para desplazarse a los eventos que se realizan en Bayfront Park ya que el aparcamiento puede ser escaso y caro. La estación más cercana del Metro de Miami es Government Center. Desde allí está disponible una conexión con el Metromover con tres paradas cerca del parque: Bayfront Park, First Street y College/Bayside.
Ha sido el lugar de celebración del Ultra Music Festival, un festival de electronic dance music, hasta que en 2018 los comisarios de Miami prohibieron que el festival se celebrara en el centro de Miami, debido a las quejas sobre el ruido y el comportamiento de los asistentes, razón por la que se trasladó a Virginia Key. Estaba previsto que el festival volviera al parque en marzo de 2020, pero fue cancelado como consecuencia de la pandemia del COVID-19.

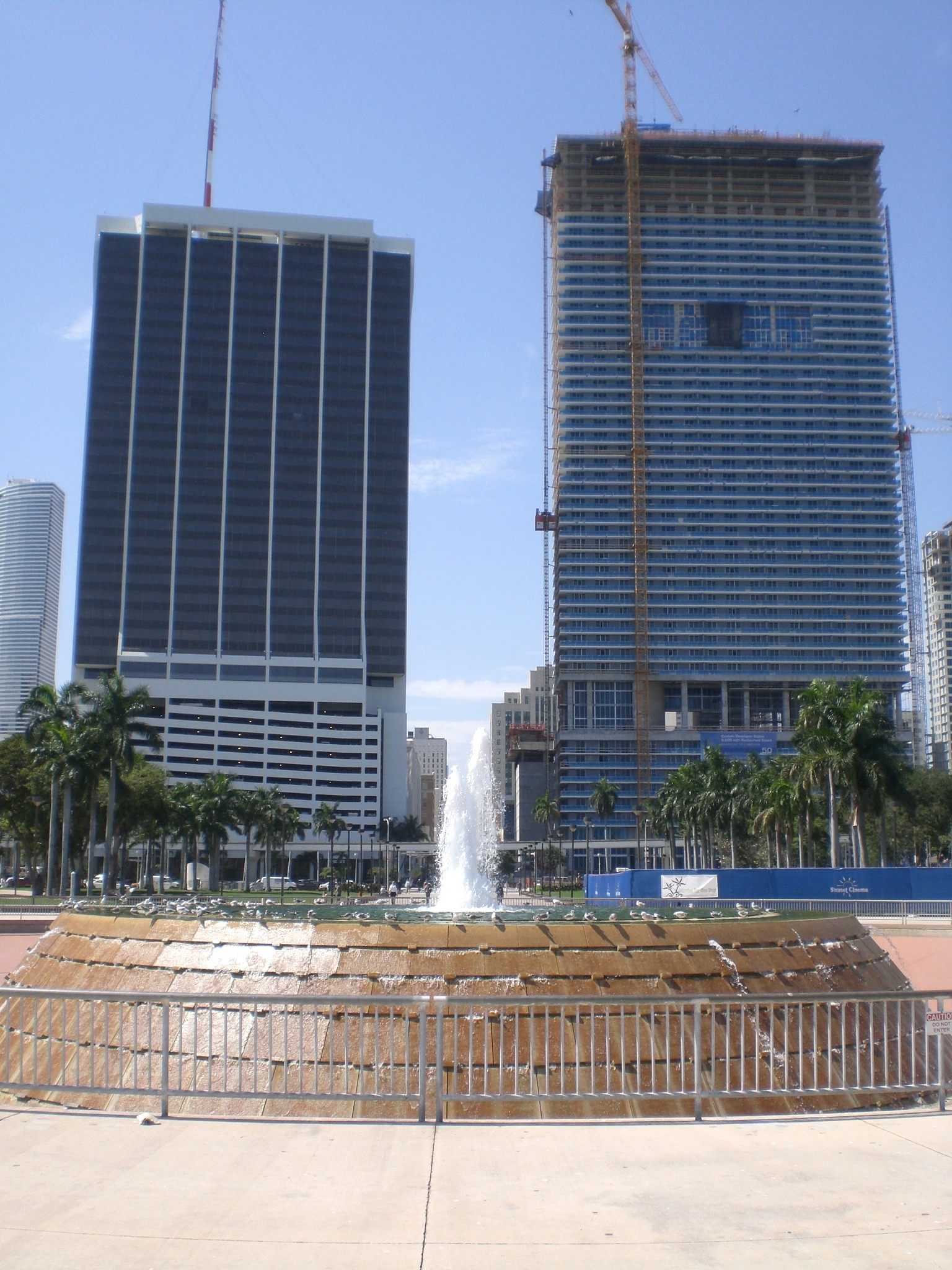
La gran fuente junto a la Bahía Vizcaína.

## Instalaciones
- El Bayfront Park Amphitheater tiene una capacidad para diez mil personas sentadas: 2672 bancos fijos y 7328 en el césped.
- El Tina Hills Pavilion es un pabellón al aire libre con una capacidad para mil personas sentadas: doscientos asientos fijos y ochocientos en el césped.
- Antorcha de la Amistad (the Torch of Friendship), un monumento construido en 1960 para conmemorar la hermandad entre los países americanos.[7]

### Carreras de coches
Se han disputado una serie de eventos de automovilismo en un circuito callejero temporal en Bayfront Park que data de 1983.
- La carrera de IMSA de 1983-1985.
- La carrera de CART de 2002-2003.
- La carrera de ALMS de 2002-2003.